# Harlan Miller
Harlan B. Miller is een Amerikaans emeritus-hoogleraar filosofie aan het Department of Philosophy van Virginia Tech in Blacksburg.
Miller houdt zich bezig met ethiek (onder meer met betrekking tot abortie) en bio-ethiek. Zo droeg hij in 1993 een essay bij aan het boek Great Ape Project, dat gold als aftrap van het gelijknamige project.